# Verkiezingen voor het Europees Parlement 2004/Kandidatenlijst/CD&V-N-VA
Dit is de kandidatenlijst van het Belgische CD&V-N-VA voor de Europese Parlementsverkiezingen van 2004. De verkozenen staan vetgedrukt.

## Effectieven
1. Jean-Luc Dehaene
2. Marianne Thyssen
3. Ivo Belet
4. Jacques Van Outryve
5. Marie De Clerck
6. Hilde Van De Werf
7. Jeroen Vanden Berghe
8. Jan De Keyser
9. Petra Geukens
10. Flor Van Noppen (N-VA)
11. Karolien Weekers
12. Diane Vossius
13. Elke Tindemans
14. Geert Bourgeois (N-VA)

## Opvolgers
1. Frieda Brepoels (N-VA)
2. Bart Dochy
3. Wilfried Vandaele (N-VA)
4. Trees Van Eykeren
5. Brecht Tessier
6. Melkan Kucam
7. Simone Van Brussel-Ketels
8. Riet Van Cleuvenbergen